# Mechthild Gläser
Mechthild Gläser (Essen, 1986) è una scrittrice tedesca di letteratura fantasy.

## Biografia
Ha studiato Politica, Storia ed Economia; vive nella regione della Ruhr. Le piace inventare storie e ha presto iniziato a scriverle, il suo romanzo, Book Jumpers, ha catturato in pochissimo tempo l'attenzione del web e ha esaurito, in soli tre mesi, le prime due tirature, divenendo in Germania un immediato best seller.
Nel 2013 è stata premiata con il Premio Seraph nella categoria esordienti per il suo primo romanzo Stadt aus Trug und Schatten. 

## Opere
- Stadt aus Trug und Schatten: Band 1 (2012) - ISBN 978-3-7855-7402-7
- Nacht aus Rauch und Nebel: Band 2 (2013) - ISBN 978-3-7855-7445-4
- Book Jumpers (Die Buchspringer, 2015) - ISBN 978-3-7855-7497-3
- Emma, il Fauno e il libro dimenticato (Emma, der Faun und das vergessene Buch, 2017) - ISBN 978-3-7855-8512-2
- Polvere d'ambra (Bernsteinstaub, 2018) - ISBN 978-3-7320-1152-0